# توني ديجان
توني ديجان (بالكرواتية: Toni Dijan) مواليد 17 فبراير 1983 في زادار، جمهورية كرواتيا الاشتراكية، هو لاعب كرة سلة كرواتي. بدأ مسيرته الاحترافية في سنة 2000. يلعب في الدوري الكرواتي لكرة السلة الدرجة الأولى. يحمل الرقم 12. يبلغ طوله 6 قدم 8.7 بوصة (2.0 م).

## المسيرة الاحترافية
لعب مع نادي زادار لكرة السلة من سنة 2000 إلى 2005، ثم لعب مع نادي أوليمبيا لكرة السلة في موسم 2005–2006، ثم لعب مع نادي زغرب لكرة السلة من سنة 2008 إلى 2010، ثم لعب مع نادي سبليت لكرة السلة من سنة 2011 إلى 2013، ثم لعب مع نادي زادار لكرة السلة في موسم 2013–2014.

## روابط خارجية
- توني ديجان على موقع الاتحاد الدولي لكرة السلة (الإنجليزية)
- توني ديجان على موقع كرة السلة الأوروبية.كوم (الإنجليزية)
- توني ديجان على موقع DraftExpress.com (الإنجليزية)
- توني ديجان على موقع ريلجم (الإنجليزية)
- توني ديجان على موقع بروبوليرز (الإنجليزية)
- توني ديجان على موقع سبورتس رفرنس (الإنجليزية)